# Port lotniczy Kemerowo

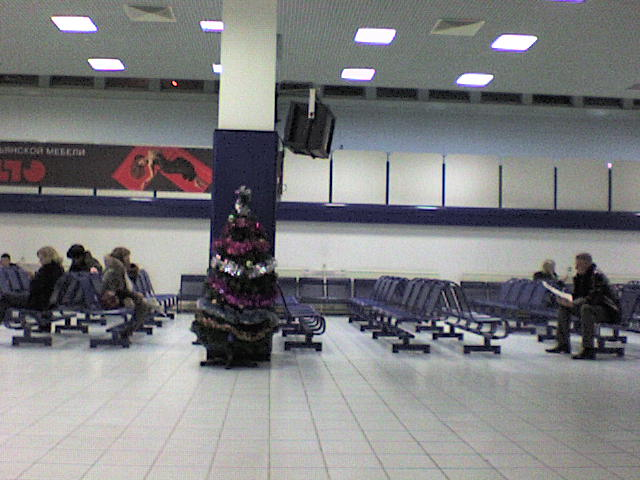
Wnętrze terminala

Port lotniczy Kemerowo (ros. Международный Аэропорт Кемерово), IATA: KEJ, ICAO: UNEE − port lotniczy położony 10 km na południe od Kemerowa, w obwodzie kemerowskim, w Rosji.

## Linie lotnicze i połączenia
| Linia lotnicza    | Kierunek                                                                                             |
| ----------------- | --- |
| Aerofłot          | 1. Moskwa-Szeremietiewo                                                                              |
| AZIMUT            | 1. Mineralne Wody (od 14 stycznia 2024) 2. Samara (od 14 stycznia 2024) 3. Ufa (od 16 stycznia 2024) |
| KrasAvia          | 1. Krasnojarsk                                                                                       |
| Nordwind Airlines | 1. Sankt Petersburg 2. Soczi                                                                         |
| Pobeda            | 1. Moskwa-Szeremietiewo 2. Moskwa-Wnukowo                                                            |
| Red Wings         | 1. Jekaterynburg                                                                                     |
| S7 Airlines       | 1. Nowosybirsk                                                                                       |
| UVT Aero          | 1. Kazań                                                                                             |
| Yamal Airlines    | 1. Jekaterynburg                                                                                     |